# Iris Ritzmann
Iris Karin Ritzmann Wolff (* 27. März 1962 in Zürich) ist eine Schweizer Medizinhistorikerin.

## Leben und Wirken
Die Tochter des Volkswirtschaftlers Franz Ritzmann und der Ärztin Margarete Ritzmann-Firnbacher absolvierte 1981 die Maturität Typus A an der Kantonsschule Hohe Promenade in Zürich. Sie studierte von 1982 bis 1988 Medizin an der Universität Zürich und schloss mit Staatsexamen und Promotion (1991) ab. Von 1991 bis 1996 studierte sie Allgemeine Geschichte, Medizingeschichte und Sozial- und Wirtschaftsgeschichte an der Universität Zürich und schloss mit dem Lizenziat ab.
Von September 1990 bis April 1993 arbeitete Ritzmann als Assistentin am Medizinhistorischen Institut der Universität Zürich. Von Mai 1993 bis August 1997 war sie als wissenschaftliche Mitarbeiterin am Medizinhistorischen Institut und Lehrbeauftragte der Medizinischen Fakultät tätig. Anschliessend arbeitete sie von September 1997 bis Juni 2001 als Wissenschaftliche Mitarbeiterin am Institut für Geschichte der Medizin der Robert Bosch Stiftung in Stuttgart. Im Juli 2001 nahm sie ihre vorherige Position an der Universität Zürich wieder an.
Im Januar 2002 übernahm sie die Leitung der Handschriften- und Bildersammlung des Medizinhistorischen Instituts, die sie ins Medizinhistorische Archiv umwandelte, das sie bis 2010 leitete. Im September 2005 wurde sie an der Universität Zürich für Medizingeschichte habilitiert. Nach der Emeritierung von Beat Rüttimann leitete sie ab März 2010 das Medizinhistorische Institut interimistisch, ab Februar 2011 war sie bis November 2013 stellvertretende Direktorin. Am 30. Mai 2012 wurde Ritzmann zur Titularprofessorin ernannt.
Ritzmanns Forschungsschwerpunkte sind die Pädiatriegeschichte, die «Geschichte der medizinischen Praxis» sowie die «Geschichte bestimmter Patientengruppen», jeweils vom 18. bis zum 20. Jahrhundert. Sie ist Redaktionsmitglied der schweizerischen medizinhistorischen Fachzeitschrift Gesnerus sowie der Schweizerischen Ärztezeitung (SAEZ). 2018 wurde sie zur Präsidentin der Jüdischen Liberalen Gemeinde (JLG) Zürich gewählt.
Sie ist mit dem Kulturanthropologen und Medizinhistoriker Eberhard Wolff verheiratet und hat zwei Kinder.

### Entlassung von der Universität Zürich
Im November 2012 wurde sie von der Universität freigestellt und es wurde ein Strafverfahren wegen Amtsgeheimnisverletzung gegen sie eröffnet, in dessen Zuge sie und ihr Ehemann für eine Nacht in Polizeihaft waren.
Erkenntnisse aus dem Verfahren führten im Oktober 2013 zur Entlassung Ritzmanns. Gestützt auf das am 4. Dezember 2013 veröffentlichte Gutachten von Heinrich Koller bekräftigte die Universitätsleitung am selben Tag die Entlassung, die damit endgültig wurde. Dagegen hatte Ritzmann Klage eingereicht. Nachdem im November 2019 das Zürcher Verwaltungsgericht die Entlassung als «willkürlich» bezeichnet hatte, zog die Universität das Urteil weiter vor Bundesgericht. Im November 2020 urteilte das Bundesgericht, dass die Entlassung von Ritzmann zwar missbräuchlich war, aber nicht nichtig. Das Verwaltungsgericht muss nun über eine Entschädigung und allenfalls über eine Abfindung für Ritzmann befinden.
Das Strafverfahren und die Massnahmen der Universität gegen Ritzmann standen im Zusammenhang mit einem personalrechtlichen Verfahren, das die Entlassung Christoph Mörgelis als Konservator des Medizinhistorischen Museums der Universität Zürich in der Mörgeli-Affäre zur Folge hatte. Ritzmann wurde vorgeworfen, zum Nachteil Mörgelis Interna des Instituts an den Tages Anzeiger verraten und Login-Daten für den direkten Zugriff auf Computerdaten ohne Wissen der Universität herausgegeben zu haben. Ritzmann bestritt die gegen sie erhobenen Anschuldigungen und machte geltend, lediglich falsche Tatsachen richtiggestellt zu haben.
Zu Ritzmanns Gunsten schalteten 286 Universitätsprofessoren sowie über 300 weitere Akademiker in- und ausländischer Universitäten in der Neuen Zürcher Zeitung ein Manifest als Inserat.
Am 6. November 2013 gab Andreas Fischer seinen sofortigen Rücktritt als Rektor der Universität bekannt.
Im Juni 2014 wurde gegen Ritzmann Anklage durch die Zürcher Staatsanwaltschaft wegen mehrfacher Amtsgeheimnisverletzung erhoben, ihr Ehemann wurde hingegen entlastet.
Ende November 2014 begann der Prozess vor dem Bezirksgericht Zürich, welches zunächst klären musste, ob die von der Staatsanwaltschaft vorgelegten Beweise zulässig seien.
Das Gericht verneinte dies mit dem Hinweis auf eine nicht rechtmässige Erlangung der Beweise. Es sprach Ritzmann im Dezember 2014 in erster Instanz aus Mangel an Beweisen frei.
Am 1. Dezember 2015 bestätigte das Zürcher Obergericht die rechtliche Argumentation der Vorinstanz weitgehend.
Im Februar 2016 veröffentlichte die Universität Zürich – nachdem das Bundesgericht dies verfügt hatte – einen internationalen Expertenbericht aus dem Jahr 2013 zur Qualität der medizinhistorischen Dissertationen. Die Gutachter bescheinigen den von Iris Ritzmann betreuten Dissertationen «durchweg hohe wissenschaftliche Standards».
Das Zürcher Obergericht sprach Ritzmann am 14. März 2017 letztinstanzlich frei.

## Schriften (Auswahl)
- Adipositas: Diskriminierung und Leidensdruck. Dissertation, Universität Zürich, 1991
- Hausordnung und Liegekur: Vom Volkssanatorium zur Spezialklinik. 100 Jahre Zürcher Höhenklinik Wald. Chronos, Zürich 1998, ISBN 3-905312-79-4
  - Heilsame Höhenluft? Die Höhenkliniken als Wallfahrtsorte. In: F. Graf, E. Wolff (Hrsg.): Zauber Berge. Die Schweiz als Kraftraum und Sanatorium. Verlag hier + jetzt, Baden 2010, 61–65
  - Schauderberge. Die Schweiz als Krankheitslandschaft. In: F. Graf, E. Wolff (Hrsg.): Zauber Berge. Die Schweiz als Kraftraum und Sanatorium. Verlag hier + jetzt, Baden 2010, 163–169
  - Logiken der Lungenkur. In: VIRUS – Beiträge zur Sozialgeschichte der Medizin 12 (2013), 87–96
- Der Verhaltenskodex des «Savoir vivre» als Deckmantel ärztlicher Hilflosigkeit? In: Gesnerus, 56 (1999), H. 2, 197–219 (Digitalisat)
- Chirurgische Kinderheilkunde im alten Zürcher Spital. In: Gesnerus, 58 (2001) H. 2, 292–299 (Digitalisat)
- Sorgenkinder: Kranke und behinderte Mädchen und Jungen im 18. Jahrhundert. Böhlau Verlag, Köln/Wien/Weimar 2008, ISBN 978-3-412-20149-4 (teilweise zugleich: Habilitationsschrift, Universität Zürich, 2004; Rezension auf Sehepunkte, Jg. 9 (2009), Ausg. 6)
  - Weiche Ohren und Affenfurche: Degeneration und Eugenik in Zürcher pädiatrischen Lehrmitteln. In: I. Ritzmann, W. Schweer, E. Wolff (Hrsg.): Innenansichten einer Ärzteschmiede: Lehren, lernen und leben – aus der Geschichte des Zürcher Medizinstudiums. Zürich 2008, 77–106
  - Zusammen mit D. Tröhler: Der Kindsmord zwischen Verbrechen und Tragödie – Pestalozzis Preisschrift von 1783. In: I. Ritzmann, D. Tröhler: Johann Heinrich Pestalozzi: Über Gesetzgebung und Kindermord. Zürich 2009, 7–31
  - Medikamentöse Kinderbehandlung im 18. Jahrhundert. In: Arzneimittel-, Therapie-Kritik & Medizin und Umwelt 41 (2009), Heft 1, 55–62 und 191–198
  - Junge Patienten in alten Spitälern – Stichworte zur Bedeutung von Kindern für die Hospitalgeschichtsforschung. In: Historia Hospitalium 27 (2011), 87–94
  - Aus «Jaunerkindern» nützliche Bürger machen. Das Waisenhaus als aufgeklärte Erziehungsinstitution. In: M. A. Wolf, M. Heidegger, E. Fleischer, E. Dietrich-Daum (Hrsg.): Child Care. Kulturen, Konzepte und Politiken der Fremdbetreuung von Kindern. Weinheim / Basel 2013, 245–259
  - Abschied von Zuhause. Grenzen familiärer Betreuung «behinderter» Kinder und Jugendlicher im 18. Jahrhundert. In: C. Nolte, T. Richter (Hrsg.): Phänomene der «Behinderung» im Alltag. Bausteine zu einer Disability History der Vormoderne (=Studien und Texte zur Geistes- und Sozialgeschichte des Mittelalters), Affalterbach 2013, 69–77
  - Blicke in die Lebensgeschichte eines «vernunftlosen» Jugendlichen vor über 200 Jahren. In: C. Vanja (Hrsg.): Reichtum der Quellen – Vielfalt der Forschung. 30 Jahre Archiv des Landeswohlfahrtsverbandes Hessen. (= Historische Schriftenreihe des Landeswohlfahrtsverbandes Hessen: Quellen und Forschungen 17), Petersberg 2016: 25–28
  - Erregte Gemüter. Umgang mit Sexualität in einem Waisenhaus des ausgehenden 18. Jahrhundert. In: Virus – Beiträge zur Sozialgeschichte der Medizin 15 (2016): 73–86
  - Institutionen und Institutionalisierung: Wer nutzt welche Einrichtung? Institutionelle Betreuung von Kindern und Jugendlichen. In: C. Nolte, B. Frohne, U. Halle, S. Kerth (Hrsg.): Dis/ability History der Vormoderne – Ein Handbuch / Premodern Dis/ability History – A Compagnon. Affalterbach 2017: 123–124
  - Familien und Haushalte in Stadt und Land: Kinder und Jugendliche im familiären Umfeld. In: C. Nolte, B. Frohne, U. Halle, S. Kerth (Hrsg.): Dis/ability History der Vormoderne – Ein Handbuch / Premodern Dis/ability History – A Compagnon. Didymos, Affalterbach 2017: 188–189
  - Mitleid – Empathie, Verpflichtung und Kalkül: Emotionen gegenüber oder von Kindern und Jugendlichen in der Frühen Neuzeit. In: C. Nolte, B. Frohne, U. Halle, S. Kerth (Hrsg.): Dis/ability History der Vormoderne – Ein Handbuch / Premodern Dis/ability History – A Compagnon. Didymos, Affalterbach 2017: 367–369
  - Zwischen bürgerlicher Moral und wirtschaftlichem Kalkül – zum Stellenwert der kindlichen Gesundheit in Waisenhäusern des ausgehenden 18. Jahrhunderts. In: Historia Hospitalium 30 (2017): 305–316
  - Räuberkinder – ein fragmentarisches Mosaik aus dem späten 18. Jahrhundert. In: M. Busch, S. Kroll, A. M. Malgorzata (Hrsg.): Hippokratische Grenzgänge – Ausflüge in kultur- und medizingeschichtliche Wissensfelder (= Schriften zur Kulturgeschichte Bd. 46, Hamburg 2017: 217–230)
  - Legitimierung behördlicher Praxis? Analyse einer stationären kinderpsychiatrischen Begutachtung in Zürich im Jahr 1944. In: Zeitschrift für Geschichtswissenschaft 31 (3) 2021, S. 124–143
- Zusammen mit Hans-Konrad Schmutz, Eberhard Wolff: Moving Images. Film in Medicine and Science – Science and Medicine in Film. Themenheft der Zeitschrift Gesnerus 66 (2009), H. 1
  - Zusammen mit H.-K. Schmutz, E. Wolff: Film und Wissenschaft: Übergänge, Zusammenhänge und Parallelitäten. Eine Einführung. In: Gesnerus 66 (2009/1), 7–14
  - Instrumente der gesundheitlichen Prävention? Medizinische Aufklärungsfilme und ihre Botschaft in der Schweiz um 1950. In: S. Hähner et al. (Hrsg.): Akteure, Praktiken und Instrumente. Geschichte der Prävention von Krankheiten und Unfällen seit der Weimarer Republik. (= MedGG-Beihefte) Stuttgart: 2015, 229–242
- Hrsg. zusammen mit Wiebke Schweer, Eberhard Wolff: Innenansichten einer Ärzteschmiede: Lehren, lernen und leben – aus der Geschichte des Zürcher Medizinstudiums. Chronos, Zürich 2008, ISBN 978-3-0340-0909-6
  - Der Arzt – Genese einer Profession. Zu den soziologischen Determinanten medizinischer Entwicklungen. Geschichte der Heilpraxis zwischen Laien- und Expertenmedizin. In: Handbuch Ethik im Gesundheitswesen, Band 4, Basel 2009: 17–28
  - Medikus und Scharlatan – Szenen einer innigen Feindschaft. In: Schweiz. Ärztezeitung 90 (2009), Heft 3, 84–88 pdf und Heft 4, 130–133 pdf
  - Vertrauen als Mittel zur Patientenbindung – Historische Blicke auf eine ärztliche Strategie. In: Josette Baer, Wolfgang Rother (Hrsg.): Vertrauen. Basel: 2015, 131–151
  - Zusammen mit A. Unterkircher: Unlicensed practice: a lay healer in rural Switzerland. (= M. Dinges, K. Jankrift, S. Schlegelmilch, M. Stolberg (Hrsg.): Medical practice, 1600-1900: physicians and their patients) In: Clio medica 96 (2015), 230–252
  - Zusammen mit M. Baschin, E. Dietrich-Daum: Doctors and their patients in the seventeenth to the nineteenth centuries. (= M. Dinges, K. Jankrift, S. Schlegelmilch, M. Stolberg (Hrsg.): Medical practice, 1600-1900: physicians and their patients) Clio medica 96 (2015), 39–70
- Zusammen mit F. Dross: Schamröte, Anatomie und Liebesbriefe. Jacob Henle, ein leidenschaftlicher Rationalist. In: F. Dross, K. Salimi (Hrsg.): Jacob Henle. Bürgerliches Leben und «rationelle Medicin»ca. Fürth 2009 (= "Schriftenreihe des Stadtarchivs und Stadtmuseums" Fürth 2), 128–131
- Mutterschaftstauglich? – Zwei historische Fallbeispiele zur Komplexität reproduktionsverhindernder Expertisen. In: Schriftenreihe der DGGN 18 (2012), 87–100
- Zwischen Moral und Medizin – Krankheitsbilder als kulturelle Konstrukte. Bioethika Forum (2012) Nr. 2, 48–52
- Lesarten des Körpers im Zeitalter der Eugenik. In: J. Baer, W. Rother (Hrsg.): Körper. Aspekte der Körperlichkeit in Medizin und Kulturwissenschaften. Basel 2012, 43–63
- Vom gemessenen zum angemessenen Körper – Human Enhancement als historischer Prozess. In: Medizin für Gesunde? Analysen und Empfehlungen zum Umgang mit Human Enhancement. Bericht der Arbeitsgruppe 'Human Enhancement' im Auftrag der Akademien der Wissenschaften Schweiz, Köniz 2012, 27–37
- Widersprüchliche Identitäten? Jüdischer Arzt und deutscher Patriot. In: T. Beddies, S. Doetz, C. Kopke (Hrsg.): Jüdische Ärztinnen und Ärzte im Nationalsozialismus – Entrechtung, Vertreibung, Ermordung. (= Europäisch-jüdische Studien – Beiträge Band 12) Berlin 2014, 346–361
- Im modernen Kleid – von der Persistenz moralischer Wertmaßstäbe in medizinischen Krankheitsmodellen. In: E. Brähler, H. W. Hoefert, C. Klotter (Hrsg.): Wandel der Gesundheits- und Krankheitsvorstellungen. Leipzig 2018, 108–116
- Zusammen mit Beatrice Green-Pedrazzini, Anja Thor: Schmetterlinge und Leidenschaft: Maria Sibylla Merians Lebenswerk. Chronos, Zürich 2017, ISBN 978-3-0340-1407-6
- Zusammen mit Eve Stockhammer: Geigen im Schnee : zwei Wege des Gedenkens an die Schoa. Till Schaap Edition, Bern 2018, ISBN 978-3-03878-013-7